# تقرير ساسون
تقرير ساسون هو تقرير حكومي إسرائيلي رسمي صدر عن الحكومة الإسرائيلية في 8 مارس (آذار) عام 2005، وخلص إلى أن هيئات السلطة الإسرائيلية أنفقت ملايين الشواكل لبناء مستوطنات وبؤر استيطانية في الضفة الغربية تعتبر غير قانونية بموجب القانون الإسرائيلي. أعد التقرير بتكليف من أرييل شارون رئيس الوزراء الإسرائيلي آنذاك، وترأست اللجنة التي أعدت التقرير الرئيسة السابقة للنيابة العامة والدائرة الجنائية الإسرائيلية تاليا ساسون. ترشحت تاليا ساسون لاحقًا للانتخابات البرلمانية الإسرائيلية في صفوف حزب ميريتس اليساري.

## التقرير
أوضح تقرير ساسون بشكل مفصل كيف أنفق المسؤولون الحكوميون الإسرائيليون في كل من وزارة الدفاع الإسرائيلية ووزارة الإسكان والبناء الإسرائيلية وقسم المستوطنات في المنظمة الصهيونية العالمية ملايين الشواكل من ميزانيات الدولة لدعم إنشاء البؤر الاستيطانية غير المصرح بها. ووصف تقرير ساسون ذلك بأنه انتهاك صارخ للقانون الإسرائيلي وقال إن هناك حاجة إلى خطوات جذرية لتصحيح الوضع، كما يصف التقرير التعاون السري بين مختلف الوزارات والمؤسسات الرسمية في إسرائيل لتعزيز البؤر الاستيطانية الوحشية التي بدأ المستوطنون في إقامتها قبل أكثر من عقد من الزمن. وأضاف تقرير ساسون أن المشكلة لا تزال قائمة ومستمرة، وإن عملية توسيع البؤر الاستيطانية تتم «على قدم وساق» على حد وصف التقرير، كما جاء في التقرير الفقرات التالية:
وأضافت وزارة الإسكان 400 منزل متنقل للبؤر الاستيطانية المقامة على أراض فلسطينية خاصة.
ووافقت وزارة الدفاع على وضع مقطورات لبدء مواقع استيطانية جديدة.
ودفعت وزارة التعليم أجور الحضانات ومعلميها.
وقامت وزارة الطاقة بربط البؤر الاستيطانية بشبكة الكهرباء.
تم دفع تكاليف الطرق المؤدية إلى البؤر الاستيطانية من أموال دافعي الضرائب.
ذكر التقرير قائمة تضم 150 تجمعا سكانيا في الضفة الغربية بتصاريح بناء غيرمكتملة أو بدون أي تصاريح قاونية على الإطلاق، وقد أشار تقرير ساسون إلى أن هذه القائمة ليست شاملة، بسبب عدم تعاون بعض الوزارات والمكاتب الحكومية التي توانت بحسب وصف التقرير عن تقديم بعض الوثائق المهمة للجنة التي أعدت التقرير. وقد أوصت الجنة بتجريد وزارة الإسكان من صلاحياتها في بناء المستوطنات في الضفة الغربية، ونقل هذه السلطة إلى مجلس الوزراء الإسرائيلي. وفي أعقاب نشر التقرير، صرح وزير الإسكان، إسحاق هرتسوغ المنتمي إلى حزب العمل في وقت تقديم التقرير، إن كل النفقات المخصصة للمستوطنات ستحتاج لاحقًا إلى موافقة المدير العام للوزارة. حتى ذلك الحين، كان رؤساء كل دائرة في الوزارة قادرين على التوقيع على نفقات مختلف مسائل البناء والبنية التحتية في المستوطنات.

حظيت مبادرة التوسع الاستيطاني بدعم خاص من رئيس الوزراء الإسرائيلي الأسبق أرييل شارون عندما كان وزيرا للخارجية في حكومة بنيامين نتنياهو. وفي عام 1998، حث شارون المستوطنين علناً على الاستيلاء على قمم التلال من أجل تفكيك تواصل المناطق الفلسطينية ومنع إقامة دولة فلسطينية، قائلاً: 
دعوا الجميع يتحركون ويأخذون بعض قمم التلال! كل ما نأخذه، سيكون لنا، وما لا نأخذه لن يكون لنا!
لم يذكر التقرير تصريحات شارون، ولكنه أثار دعوات مفادها أن شارون وغيره من المسؤولين الحكوميين السابقين والحاليين يجب أن يواجهوا عواقب قانونية لتورطهم بصورة رسمية في تمويل بناء المستوطنات غير القانونية.
رفض قادة المستوطنين الانتقادات الموجهة إليهم في التقرير، والتي تتهمهم بعدم الشرعية وارتكاب المخالفات، واحتجوا على مشاركتهم في مبادرات التخطيط المجتمعي التي تمت المصادقة عليها رسميًا. وبحسب تقرير ساسون، فإن إنشاء البؤرة الاستيطانية يتطلب موافقة الحكومة، غير أن هذا النظام لم يكن قائما حتى 6 ديسمبر (كانون الأول) عام 2004، بعدما أصدر النائب العام الإسرائيلي مناحيم مازوز توجيهاته بذلك. وحتى ذلك الحين، بحسب إفادة للمنتدى القانوني لأرض إسرائيل، وهو مجموعة من المحامين المؤيدين للاستيطان، كان تنظيم وضع البؤرة الاستيطانية يتم وفقًا لقرار الحكومة رقم 150 الصادر في 2 أغسطس (آب) عام 1996، والذي نص على أن يكون لوزير الدفاع صلاحيات سلطة الترخيص بمجتمعات البؤر الاستيطانية الجديدة. ووفقا لتصريحات المنتدى القانوني لأرض إسرائيل، فإن جميع الأحياء اليهودية التي اعتبرها تقرير تاليا ساسون غير مرخصة تقريبا، قد انشئت قبل صدور قانون مزوز في عام 2004، وبالتالي فهي في الواقع مرخصة قانونا. أوصى تقرير ساسون في النهاية أرييل شارون بضرورة النظر في إجراء تحقيقات جنائية ضد المشتبه في تورطهم.

## ردود الأفعال
أثار تقرير ساسون غضب المسؤولين الحكوميين الفلسطينيين، فقال رئيس الوزراء الفلسطيني أحمد قريع:
لقد حان الوقت لكي يقول المجتمع الدولي كفى لإسرائيل وأن يعمل بنفس التصميم الذي اتبعه في المسائل الأخرى. 
كما كرر المتحدث باسم السفارة الأمريكية في تل أبيب دعوة واشنطن المستمرة لإسرائيل لإزالة البؤر الاستيطانية. ومن جانبه صرح زعيم المستوطنين شاؤول غولدشتاين إن أرييل شارون هو الشخص الذي يجب أن يواجه الاستجواب بحسب نتائج التقرير، وأضاف قائلًا: 
من الواضح أن الشخص الذي أرسلنا من أجل حماية الطرق والأراضي هو رئيس الوزراء، لذا يجب عليه أن ينظر في المرآة. يجب استجواب شارون وليس استجوابنا نحن. 
ذكرت صحيفة هآرتس بعد ذلك أن وزير الإسكان الإسرائيلي إسحق هرتسوغ ادعى أن المسؤولية الرئيسية عن بناء بؤر استيطانية غير قانونية في السنوات الأخيرة تقع على عاتق الوزير السابق إيفي إيتام ومديره العام. وأضاف أيضًا أنه عندما تولى منصبه في وقت سابق من هذا العام، أمر بعدم تحويل أي أموال إلى البؤر الاستيطانية غير القانونية، فضلاً عن تشكيل فريق مشترك لوزارة الدفاع ومكتب رئيس الوزراء لتنسيق ميزانيات المستوطنات. ومن جانبه رد إيفي إيتام وزير الإسكان الإسرائيلي السابق على التقرير والتعليقات المرتبطة به قائلًا إن جميع البؤر الاستيطانية غير القانونية التي وافق عليها خلال فترة وجوده في منصبه تمت الموافقة عليها بالتنسيق مع رئيس الوزراء الإسرائيلي أريئيل شارون، وحصلت على دعمه الكامل، وأحيانا بمبادرة منه. وادعى إيفي إيتام كذلك أن تاليا ساسون لم تكن موضوعية عند إعدادها للتقرير وأن التقرير كان ذا دوافع سياسية.

## تقرير منظمة السلام الآن
نشرت منظمة السلام الآن الإسرائيلية غير الحكومية في نوفمبر (تشرين الثاني) 2006، تقريرًا زعمت أنه يستند في معظمه إلى نفس البيانات الحكومية التي استخدمتها تاليا ساسون في تقريرها. وبحسب التقرير، فإن ما يقرب من 40% من مساحة أراضي مستوطنات الضفة الغربية مملوكة للقطاع الخاص للفلسطينيين. ومع ذلك، أصدرت منظمة السلام الآن في عام 2007 أرقامًا مخفضة جزئيًا تقدر أن نحو 32.4% من الأراضي التابعة لمستوطنات الضفة الغربية مملوكة للقطاع الخاص للفلسطينيين. ووفقاً لمنظمة السلام الآن، فإن 24% من الأراضي التي أقيمت عليها المستوطنات هي أملاك فلسطينية.